# Алано-ди-Пьяве
Алано-ди-Пьяве (итал. Alano di Piave) — город и коммуна в Италии, располагается в провинции Беллуно области Венето.
Население составляет 2773 человек, плотность населения составляет 77 чел./км². Занимает площадь 36 км². Почтовый индекс — 32031. Телефонный код — 00439.
Покровителями города и коммуны почитаются святой Иосиф и святой Антоний Великий, празднование 17 января.